# 拉線角殼灰介
拉線角殼灰介（学名：Cornucoquimba lashiar）为半花介科角殼灰介屬下的一个种。